# V. Ariarathész kappadókiai király
V. Ariarathész Euszebész Philopatór (ógörögül: Ἀριαράθης Εὐσεβής Φιλοπάτωρ), (? – Kr. e. 130) kappadókiai király Kr. e. 163-tól haláláig.
IV. Ariarathész fia és utóda. Rómában elsajátított műveltségével és képzettségével kitűnt kortársai közül. I. Démétriosz szeleukida uralkodó felajánlotta Ariarathésznek a nőtestvére kezét, a király azonban ezt az összeköttetést a rómaiak iránti tekintetből visszautasította. Ekkor a megsértett Démétriosz Ariarathész atyjának a családba becsempészett egyik fiát, Orofernészt léptette fel kappadókiai trónkövetelőként. Ariarathész a lázadó és Démétriosz elől Rómába menekült, ám a rómaiak csak annyit tettek érte, hogy Kappadókiát felosztották Ariarathész és Orofernész között. Ariarathész több mint 30 évnyi uralkodás után hunyt el Kr. e. 130-ban. Életéről Justinus (35, 1) és Livius (ep. 47.) emlékezik meg. A trónon fia, VI. Ariarathész követte.